# Fontaines (Vendée)
Fontaines és un municipi francès situat al departament de Vendée i a la regió de País del Loira. L'any 2007 tenia 821 habitants.

## Demografia

### Població
El 2007 la població de fet de Fontaines era de 821 persones. Hi havia 338 famílies de les quals 84 eren unipersonals (32 homes vivint sols i 52 dones vivint soles), 125 parelles sense fills, 109 parelles amb fills i 20 famílies monoparentals amb fills.
La població ha evolucionat segons el següent gràfic:
Habitants censats

### Habitatges
El 2007 hi havia 386 habitatges, 347 eren l'habitatge principal de la família, 13 eren segones residències i 26 estaven desocupats. 376 eren cases i 8 eren apartaments. Dels 347 habitatges principals, 268 estaven ocupats pels seus propietaris, 72 estaven llogats i ocupats pels llogaters i 6 estaven cedits a títol gratuït; 1 tenia una cambra, 11 en tenien dues, 38 en tenien tres, 83 en tenien quatre i 213 en tenien cinc o més. 290 habitatges disposaven pel capbaix d'una plaça de pàrquing. A 155 habitatges hi havia un automòbil i a 170 n'hi havia dos o més.

### Piràmide de població
La piràmide de població per edats i sexe el 2009 era:
| Homes | Edats   | Dones |
| ----- | ------- | ----- |
| 4     | 95 o +  | 0     |
| 0     | 90 a 94 | 8     |
| 4     | 85 a 89 | 4     |
| 0     | 80 a 84 | 0     |
| 12    | 75 a 79 | 28    |
| 24    | 70 a 74 | 24    |
| 24    | 65 a 69 | 12    |
| 20    | 60 a 64 | 32    |
| 4     | 55 a 59 | 4     |
| 32    | 50 a 54 | 32    |
| 52    | 45 a 49 | 32    |
| 40    | 40 a 44 | 36    |
| 28    | 35 a 39 | 20    |
| 32    | 30 a 34 | 36    |
| 32    | 25 a 29 | 36    |
| 24    | 20 a 24 | 20    |
| 28    | 15 a 19 | 36    |
| 24    | 10 a 14 | 28    |
| 32    | 5 a 9   | 16    |
| 24    | 0 a 4   | 20    |

## Economia
El 2007 la població en edat de treballar era de 512 persones, 389 eren actives i 123 eren inactives. De les 389 persones actives 357 estaven ocupades (186 homes i 171 dones) i 32 estaven aturades (15 homes i 17 dones). De les 123 persones inactives 59 estaven jubilades, 32 estaven estudiant i 32 estaven classificades com a «altres inactius».

### Ingressos
El 2009 a Fontaines hi havia 353 unitats fiscals que integraven 865 persones, la mediana anual d'ingressos fiscals per persona era de 16.583 €.

### Activitats econòmiques
Dels 22 establiments que hi havia el 2007, 1 era d'una empresa alimentària, 2 d'empreses de fabricació d'altres productes industrials, 6 d'empreses de construcció, 2 d'empreses de comerç i reparació d'automòbils, 1 d'una empresa de transport, 1 d'una empresa financera, 1 d'una empresa immobiliària, 5 d'empreses de serveis, 2 d'entitats de l'administració pública i 1 d'una empresa classificada com a «altres activitats de serveis».
Dels 7 establiments de servei als particulars que hi havia el 2009, 1 era un taller de reparació d'automòbils i de material agrícola, 1 paleta, 2 guixaires pintors, 2 fusteries i 1 perruqueria.
L'únic establiment comercial que hi havia el 2009 era una fleca.
L'any 2000 a Fontaines hi havia 25 explotacions agrícoles que ocupaven un total de 1.330 hectàrees.

## Equipaments sanitaris i escolars
El 2009 hi havia 2 escoles elementals.

## Poblacions properes
El següent diagrama mostra les poblacions més properes.